# 克拉約克山
13°12′41″S 71°57′16″W / 13.21139°S 71.95444°W
克拉約克山（Ccerayoc），是秘魯的山峰，位於該國東南部庫斯科大區，處於薩瓦西賴山以東和孔多爾瓦查納山東北面，屬於安第斯山脈中烏魯潘帕山脈的一部分，海拔高度5,092米。